# Cray Valley
Cray Valley est la division de Total sur le secteur des résines. C'est l’un des leaders mondiaux du secteur des résines d’hydrocarbures (en).
Sa filiale française, Société Cray Valley, est implantée depuis 2016 sur le site de Saint-Avold/Carling avec un laboratoire, deux unités de production et un secteur marketing.
En 2020, la perspective de la vente de Cray Valley par Total, déjà prévue en 2011,, est à nouveau évoquée par la CFDT qui craint des conséquences néfastes pour la viabilité économique du site pétrochimique de Carling.